# Mikroboy
Mikroboy war eine Indie-Pop-Band aus Berlin und dem Saarland.

## Geschichte

### Anfänge
Mikroboy wurde 2003 als Soloprojekt von Michael Ludes gegründet, der damals Sänger und Gitarrist der Band Reminder (Teilnehmer am Bundesvision Song Contest 2006) war. Er produzierte zunächst elektronische Musik mit Synthesizern und veröffentlichte sie im Internet.
2007 begann Ludes während seines Studiums an der Pop-Akademie in Mannheim mit seinen Kommilitonen Andreas Weizel (Bass) und Florian Baum  (Schlagzeug) seine elektronische Musik mit Instrumenten umzusetzen. Nachdem Baum die Band Ende 2007 verließ und durch Dominik Müller ersetzt wurde, stieß Anfang 2008 Anneli Bentler (Synthesizer) hinzu. Ein Jahr später stieg Andreas Weizel aus, für ihn kam Kai Steffen Müller als neuer Bassist hinzu.
Nach einer Deutschlandtour veröffentlichten Mikroboy im März 2008 die EP Bis zum Ende, die bei Motor Digital zum Download angeboten und von der Band im Selbstvertrieb als CD verkauft wurde.

### DebütalbumNennt es, wie ihr wollt.
Am 17. Juli 2009 veröffentlichten Mikroboy ihr Debütalbum Nennt es, wie ihr wollt., das von Swen Meyer produziert wurde. Neben 11 regulären Titeln ist mit This Room eine Kollaboration mit Get Well Soon enthalten. Als erste Single wurde „Raus mit der schlechten Luft, rein mit der guten“ veröffentlicht, zu der auch ein Musikvideo entstand. 
Ihre Single Raus mit der schlechten Luft, rein mit der guten wurde in einem Werbespot der Aktion Mensch gespielt.
Von der Kritik wurde das Album positiv bewertet. Laut.de verglich Mikroboy mit der Hamburger Band Kettcar, die Musik erinnere häufig an deren Frühwerk und auch in den Texten seien Parallelen auszumachen. In der Verbindung akustischer Musik mit elektronischen Klängen sah der Onlinedienst zudem Ähnlichkeiten mit ClickClickDecker.
Im Sommer und Herbst 2009 spielten Mikroboy unter anderem auf den Festivals Melt, Area 4, Dockville und Omas Teich.
Im April 2010 wurde die Remix-EP Vom Leben und Verstehen veröffentlicht. Gleichzeitig gab die Band den Ausstieg von Anneli Bentler und Dominik Müller bekannt. Bentler widmete sich ihrer Solo-Karriere, bei Müller waren gesundheitliche Probleme ausschlaggebend, aufgrund derer er schon bei der Tour 2009 teilweise ausfiel. Als neuer Schlagzeuger wurde Tobias Noormann verpflichtet, für die elektronische Untermalung bei Livekonzerten konnte man Thomas von Pescatore gewinnen, der bereits als Toningenieur an Nennt es, wie ihr wollt. beteiligt war.
Im Oktober 2010 nahmen Mikroboy mit dem Titel Nichts ist umsonst am Bundesvision Song Contest teil. Die Band trat dabei für das Saarland, die Heimat von Sänger Michael Ludes, an und belegte mit 12 Punkten den vorletzten Platz. Im Vorfeld des Wettbewerbs wurde am 23. August ein Musikvideo zu Nichts ist umsonst veröffentlicht, als Single erschien der Titel am 24. September 2010. B-Seite war der bislang unveröffentlichte Titel Nach dem Höhepunkt links ab, die Download-Version enthielt zudem noch Remixe von Der Tante Renate, ULTRNX und Le Clap.

### AlbumLeichtund Auflösung der Band
Am 29. April 2016 veröffentlichte Mikroboy ihr drittes Album, das den Namen Leicht trägt, beim Label Chateau Lala. Das Album enthält neben der Vorab-Single Leicht neun weitere Lieder, u. a. den bereits Ende 2012 über Soundcloud veröffentlichten Song Schnee. Mit Erscheinen des Albums kündigte Sänger Michael Ludes das Ende der Band Mikroboy an. Die geplante „Leicht“-Tour vom 16. bis 31. Mai 2016 mit Auftritten in 15 Städten wurde damit zur Abschiedstour.

## Diskografie

### Alben und EPs
- 2008: Bis zum Ende (EP, Motor Digital / Eigenvertrieb)
- 2009: Rückschritt gleich Fortschritt (Vorab-EP zum Album, Modernsoul / Ministry of Sound)
- 2009: Nennt es, wie ihr wollt. (Album, Modernsoul / Ministry of Sound)
- 2010: Vom Leben und Verstehen (Remix-EP, Modernsoul / Ministry of Sound)
- 2011: Eine Frage der Zeit (Embassy of Music)
- 2016: Leicht (Chateau Lala)

### Singles
- 2009: Raus mit der schlechten Luft, rein mit der guten (Modernsoul / Ministry of Sound)
- 2010: Vom Leben Und Verstehen (Modernsoul / Ministry of Sound)
- 2010: Nichts ist umsonst (Modernsoul / Ministry of Sound)
- 2011: Wann bleibst du endlich (Embassy of Music)
- 2011: Es hat sich einiges getan (Embassy of Music)
- 2012: So lang der Mut den Zweifel schlägt (Embassy of Music)
- 2016: Leicht (Chateau Lala)